# Erosió
|  | Per a altres significats, vegeu «Erosió (desambiguació)». |

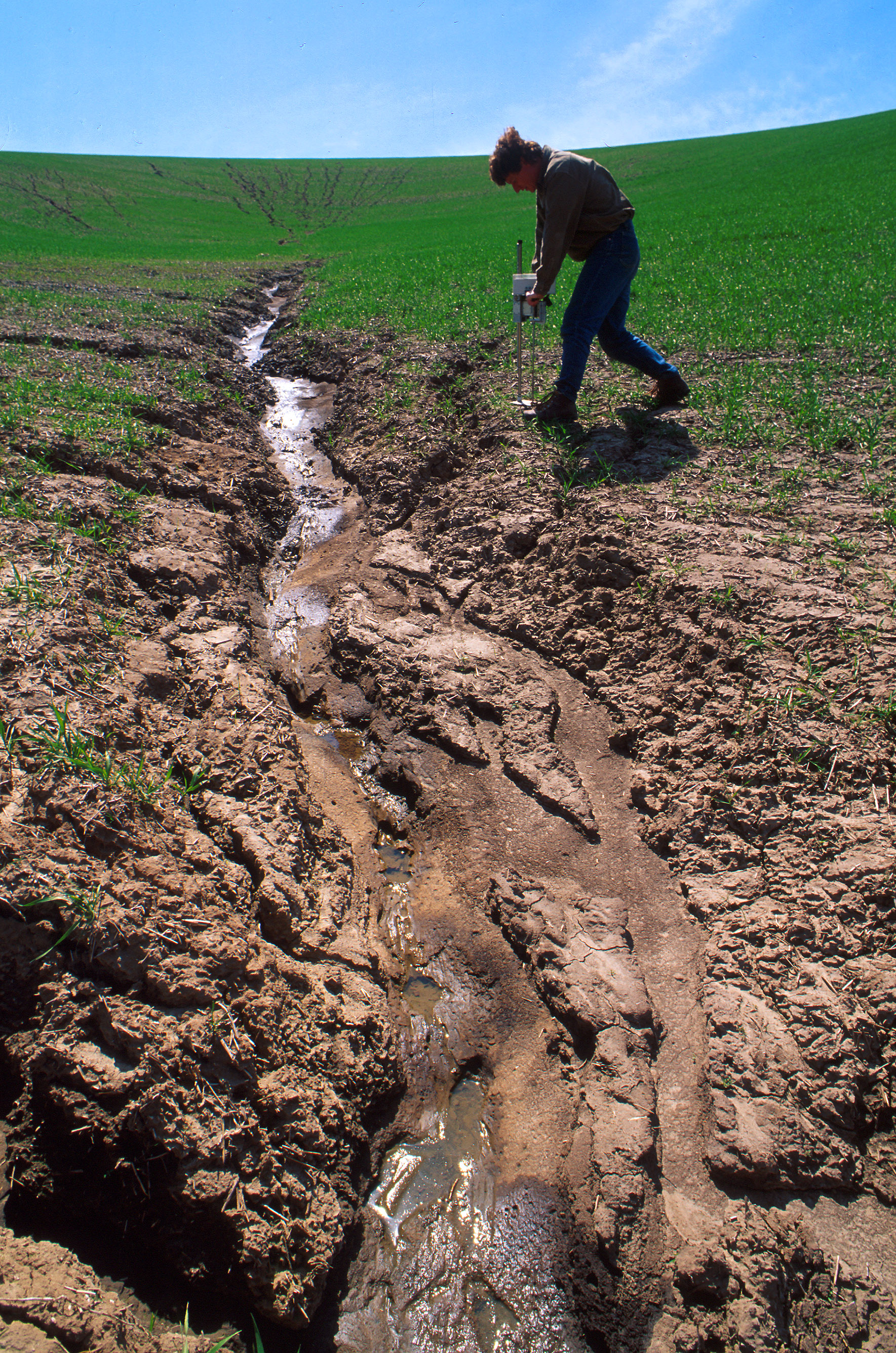
Erosió severa del sòl en un camp de blat prop de la Universitat de l'Estat de Washington, Estats Units.

L'erosió en geomorfologia, és el procés de degradació i de transformació del relleu, i de les roques, causat per tot agent extern (diferent de la tectònica). Normalment hi ha erosió pel transport de sediments a través del vent, aigua o gel; a favor del pendent de sòls i altres materials sota la força de la gravetat; o per organismes vius com són els animals excavadors, que s'anomena bioerosió.
Malgrat que l'erosió és un procés natural s'ha incrementat moltíssim per l'ús humà de la terra. Aproximadament un 40% de la superfície agrícola mundial està seriosament degradada per l'erosió. L'agricultura intensiva, la desforestació, les carreteres, el canvi climàtic antropogènic i l'expansió urbana es troben entre les activitats humanes més significatives quant a efecte per estimular l'erosió. No obstant això, hi ha moltes pràctiques de prevenció i remediació que poden reduir o limitar l'erosió dels sòls vulnerables.
L'erosionabilitat mesura la capacitat d'un sòl de ser erosionat i depèn de factors com la duresa, estar cobert per vegetació o el seu pendent.
L'erosió no és el mateix que la meteorització, que és la disgregació de la roca sense desplaçament del material (si bé la meteorització facilita l'erosió), ni és el mateix que el transport dels materials erosionats, que és el següent pas del cicle geològic, i que normalment realitza el mateix agent que ha produït l'erosió.
Un problema particularment seriós és l'erosió costanera propiciada pel fet de fer construccions molt a la vora de la mar, les quals pertorben el flux de sediments cap a elles.

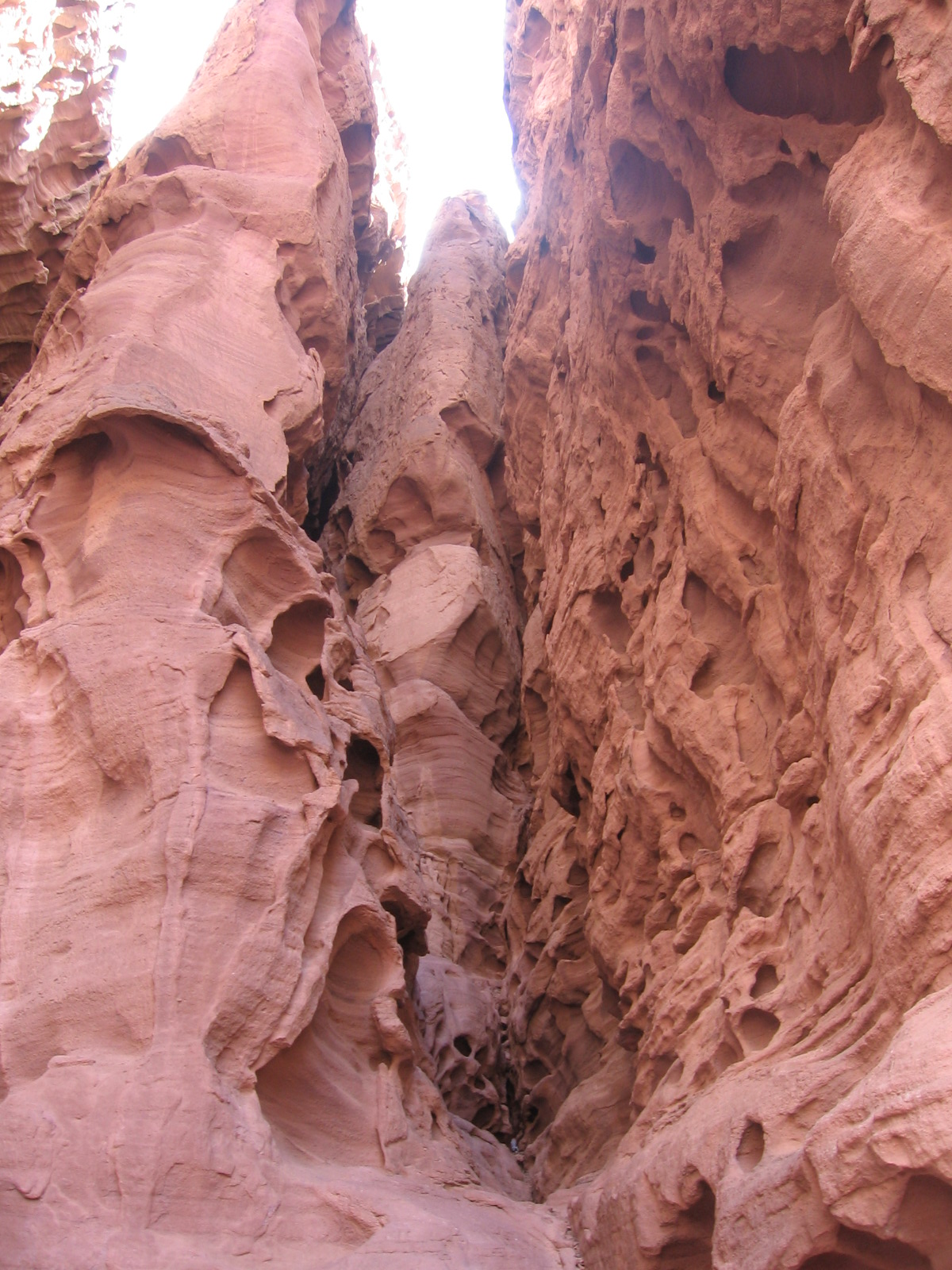
Roques esculpides per l'erosió eòlica a les muntanyes Eilat a Israel

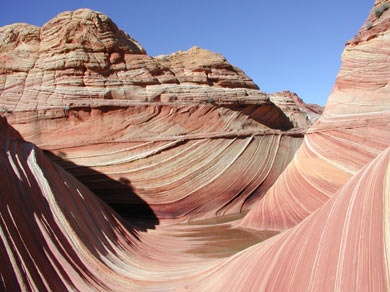
Efecte de la combinació d'erosió eòlica i hídrica a Arizona, USA)

## Factors de l'erosió
- El clima;
- El pendent;
- Factors físics (duresa) i químics (solubilitat per exemple) de la roca;
- L'absència o no de coberta vegetal i la naturalesa dels vegetals;
- La història tectònica (fracturació per exemple);
- L'acció humana (pràctiques agrícoles, desforestació, urbanització).

L'erosió pot actuar a través de milers o milions d'anys o ser gairebé instantània (com en els allaus o esllavissades)

## Mecanismes erosius

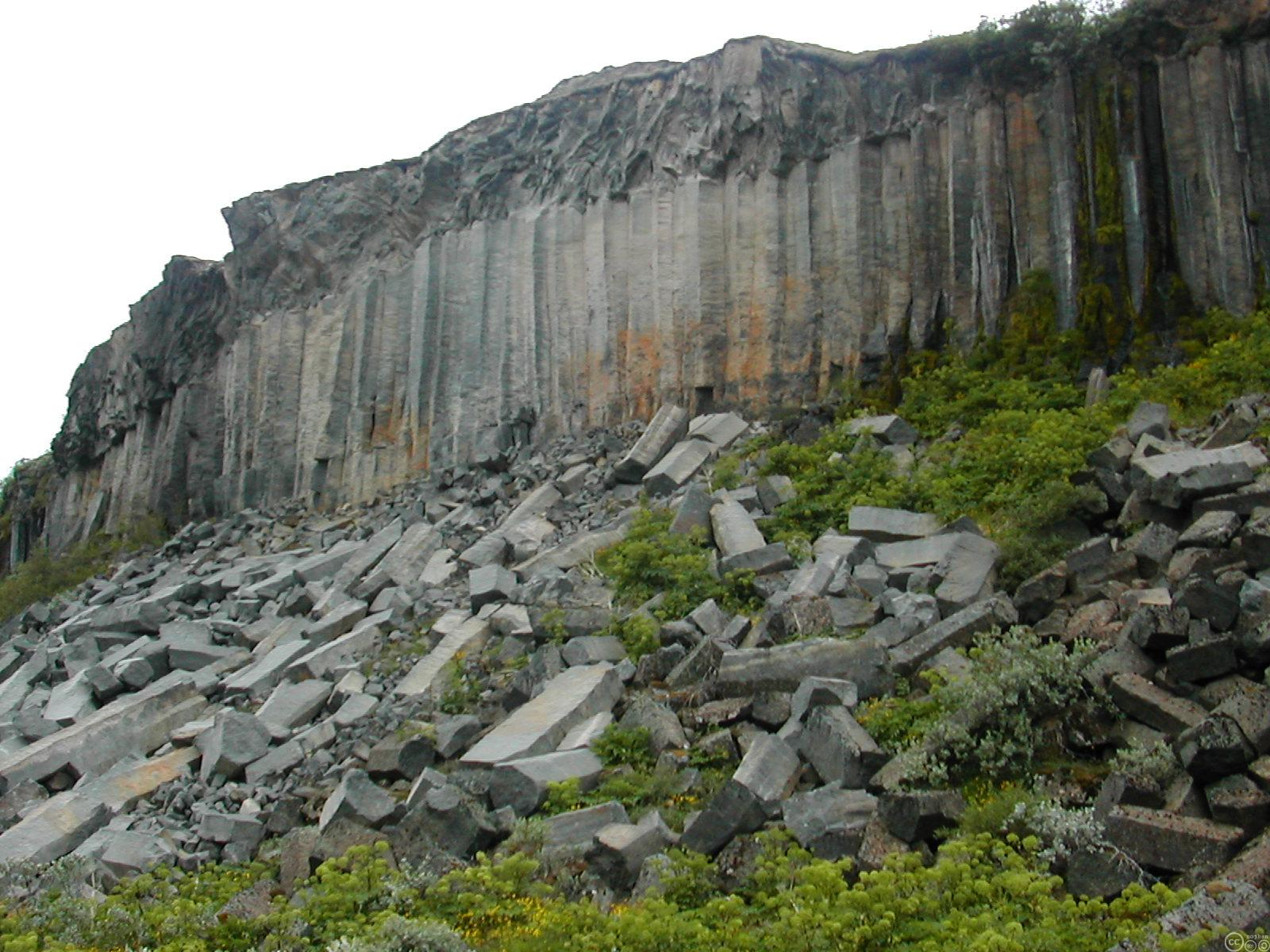
Erosió de columnes basàltiques a Islàndia

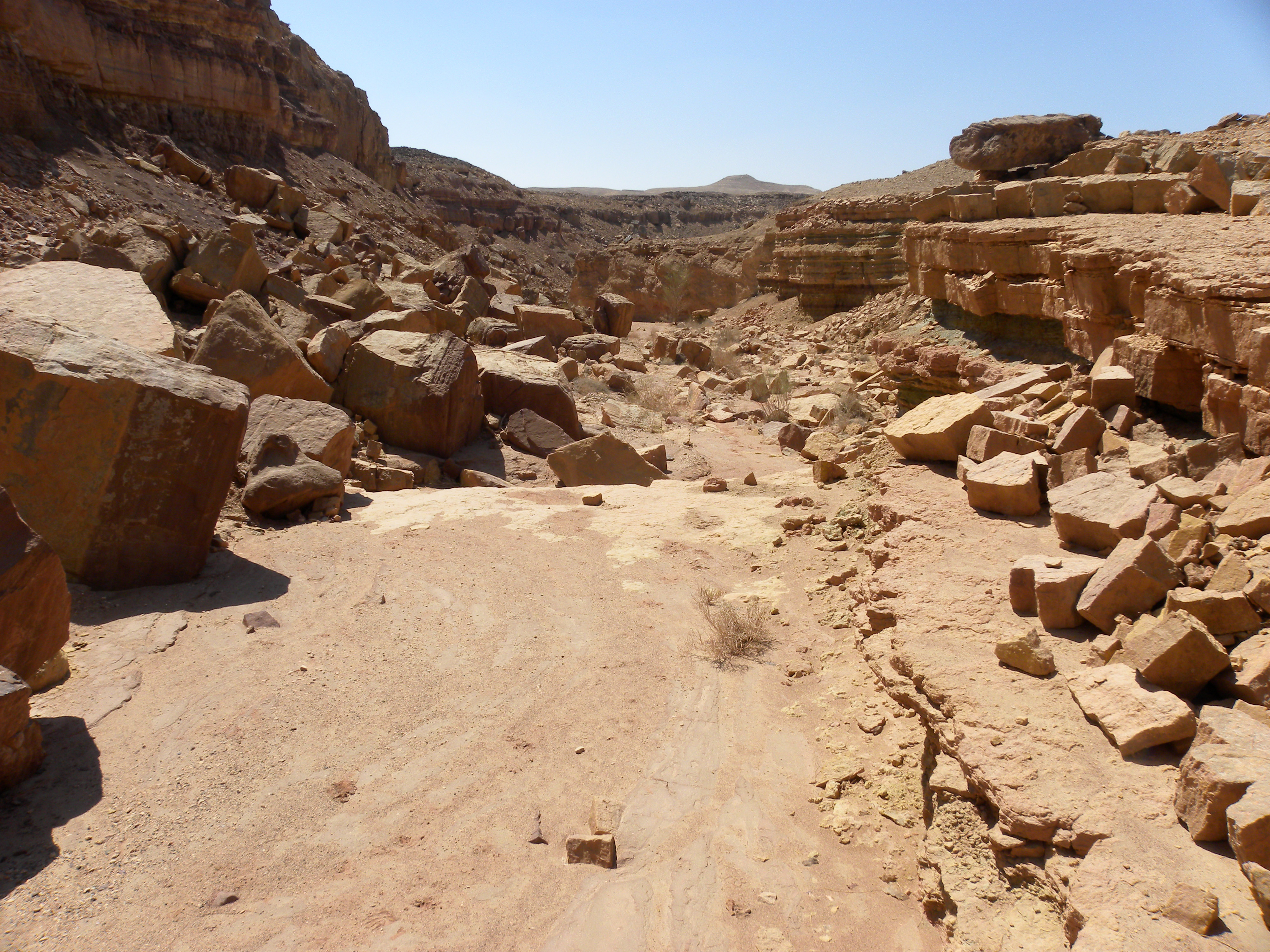
Makhtesh Ramon, Israel.

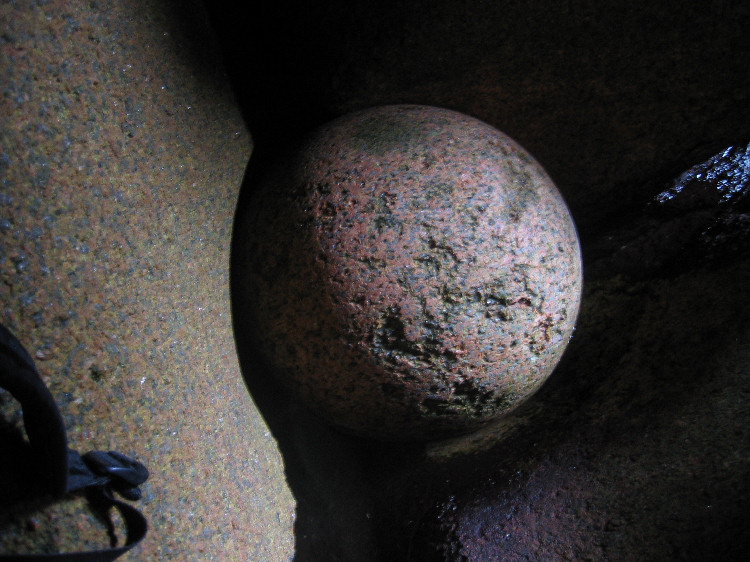
Esfera gairebé perfecta tallada naturalment en el granit a Bretanya Trégastel.

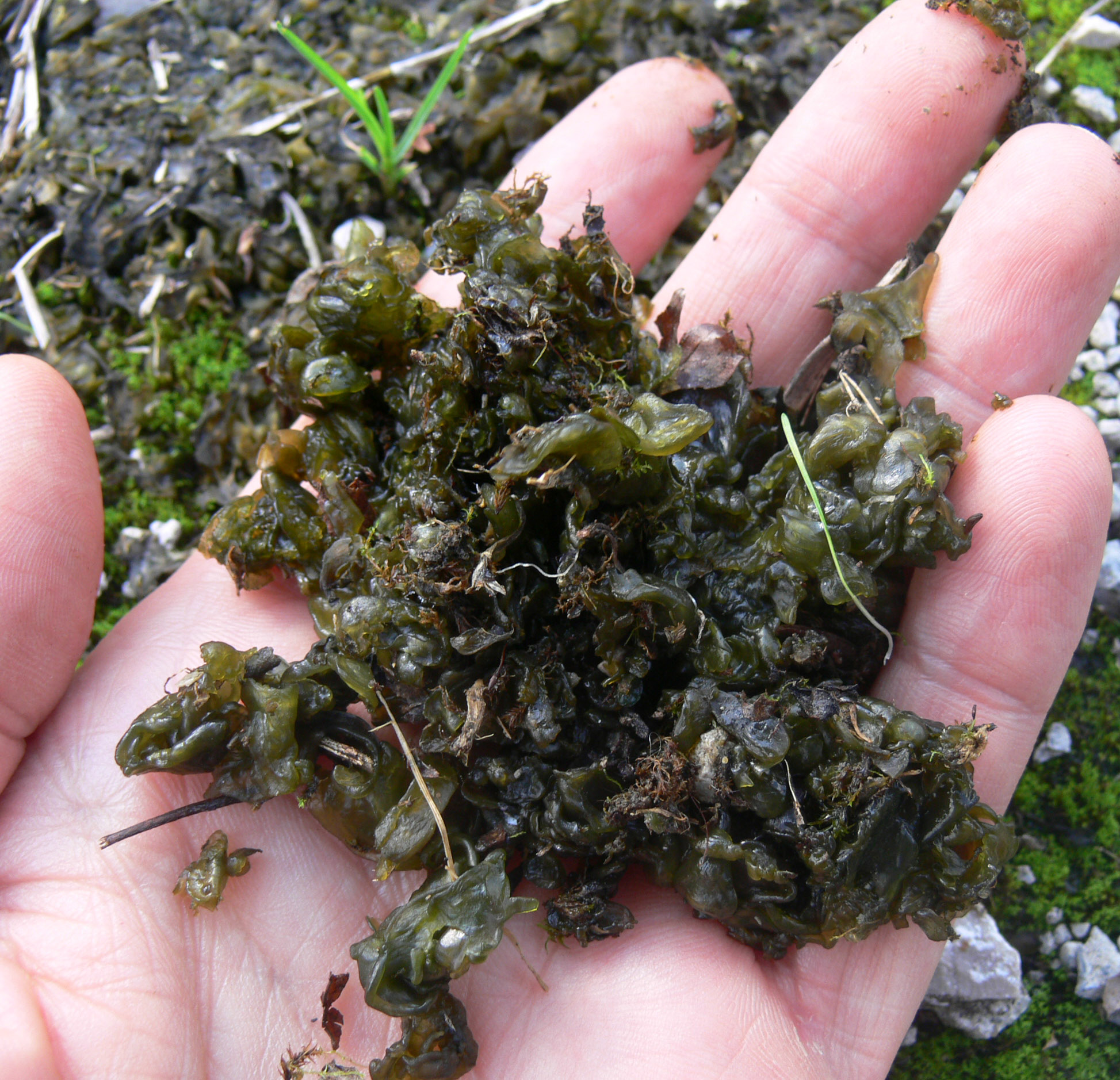
Nòstoc; colònia de milers de cianobacteris primitius. La destrucció del biofilm, bacterià, d'algues, líquens o del nòstoc fa els sòls vulnerables a l'erosió

En els processos d'erosió es distingeixen tres fases diferents: 
- Destrucció del material rocós;
- Transport;[5][6]
- Acumulació dels materials.[7]

L'erosió implica una desagregació superficial de la roca o del sol anomenada meteorització. La meteorització es produeix sobre el lloc, i produeix materials esmicolats. El grau d'erosió depèn de les característiques de la roca: 
- De la duresa per exemple : les roques i els minerals més resistents són el diamant i el corindó; els menys resistents són el talc, el guix i la calcita.[9] la presència de quars fa que el granit sigui més resistent.: l'erosió serà aleshores més lenta:
- Segons la capacitat de dilatació de la roca
- Segons la seva química.

### Erosió mecànica
La disgregació mecànica es fa sota l'acció d'una força física que arrossega els trossos de roca més o menys voluminosos: 
- Esclat pel gel o la calor ;
- Fregament: glacera, acció de l'aigua (cavitació) o del vent. L'erosió mecànica és particularment activa en els medis fred o àrids.

#### Erosió a càrrec de l'aigua
És de caràcter mecànic i químic i té com a principals alteracions: la hidroclàstia (trencament per l'aigua per l'alternança humectació/dessecació), l'impacte de les gotes que cauen al sòl, la reptació i la solifluxió. El pendent reforça l'erosió hídrica. En el litoral cal tenir en compte les onades i els corrents marins.
Les torrentades són el tipus d'erosió més freqüent al món. Pot ésser concentrada (torrents, uadis) o difusa (pel·lícula d'aigua i l'erosió litoral).
També depèn el tipus de vegetació que es trobi al lloc, per exemple, una zona sense cobertura vegetal està més exposada a l'erosió. A més, les fulles tenen un paper important en l'erosió, per exemple, un arbust gran amb fulles abundants protegeix més el terra de la caiguda de les gotes.
Les gotes en caure sobre una fulla perden velocitat i es dispersen en forma de gotes més petites, per contra, en caure directament a terra, les gotes erosionen el terra per la seva acció mecànica. La vegetació controla també la velocitat del corrent d'aigua, com més junts estiguin les tiges de les plantes la velocitat del corrent de l'aigua serà menor.

#### Erosió pel vent

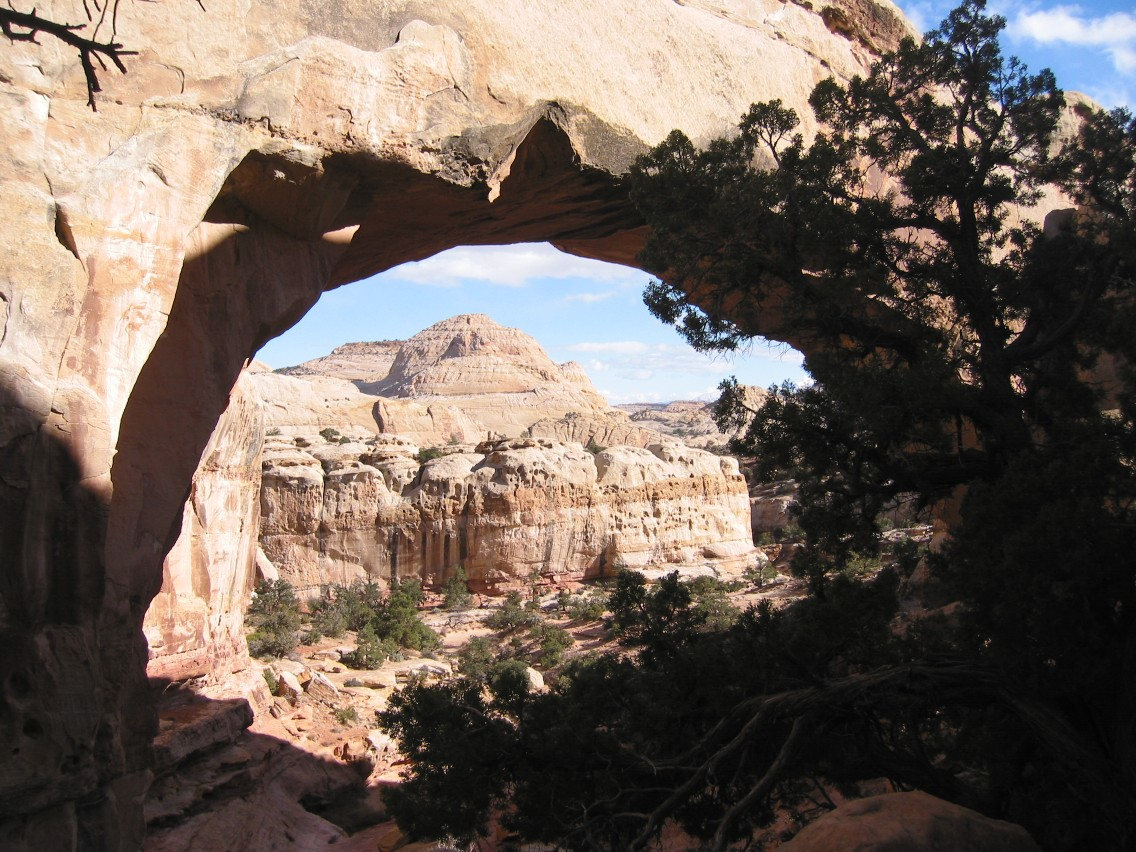
Arcs naturals fets per erosió eòlica Capitol Reef National Park, Estats Units.

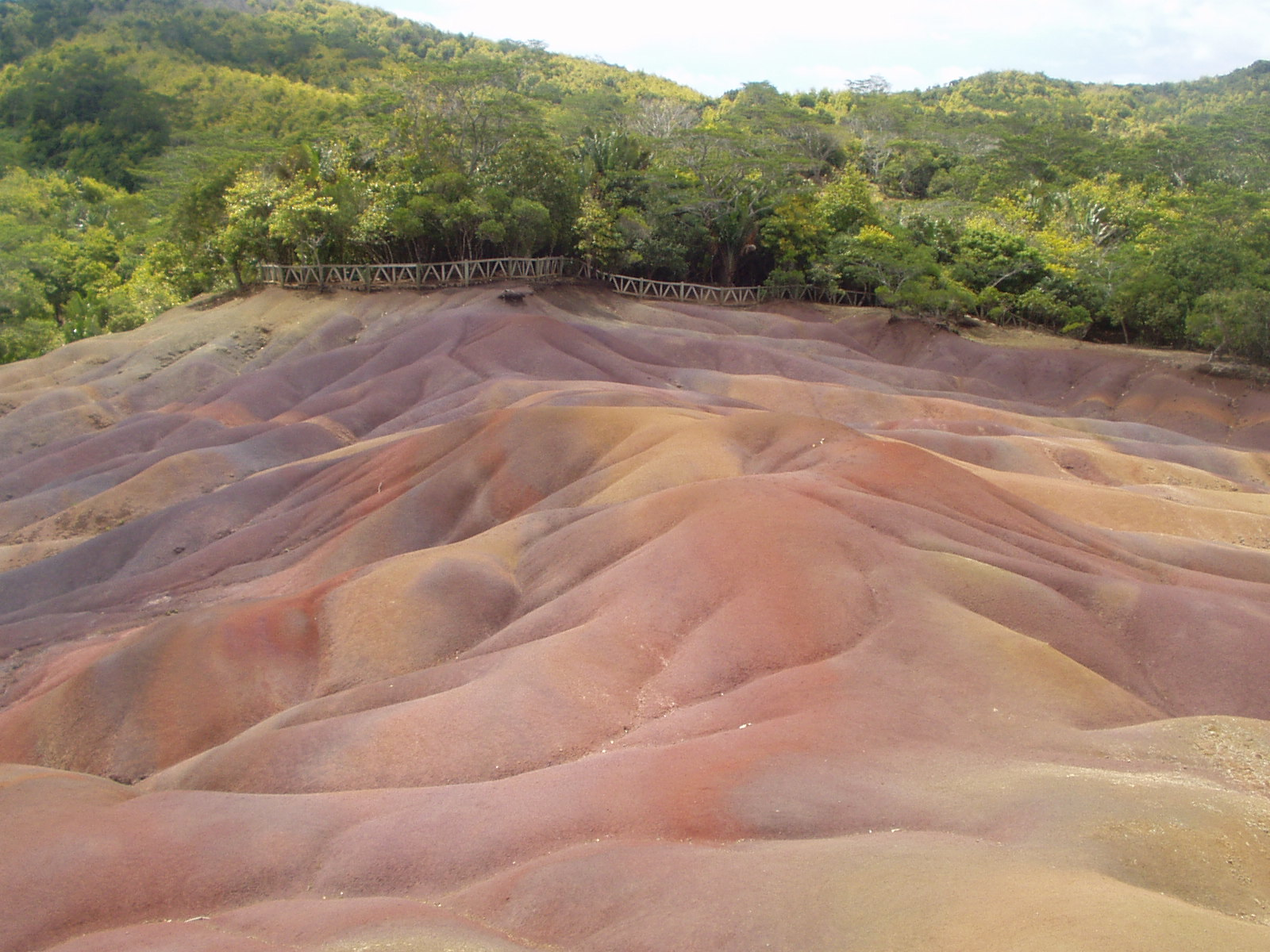
Erosió eòlica i hídrica sobre sòl sense vegetació, Illa Maurici

L'erosió eòlica ataca les roques emportant-se'n partícules o polint-ne la superfície. Aquest tipus d'erosió és més eficaç quan no hi ha obstacles i el vent és fort, regular i carregat de partícules.
L'erosió eòlica empobreix el sòls però pot enriquir els sòls allà on és transportat com passa en la pols extreta del Sàhara o el loess

#### Erosió lligada a la diferència de temperatura
En regions amb forta amplitud tèrmica (clima continental, polar, deserts, alta muntanya, etc.), els xocs tèrmics repetits per la successió de cicles "dia/nit" fan esclatar determinades roques, en el fenomen conegut com a termoclàstia. En cas de gel/desgel ocorre la crioclàstia. El cicle gel/desgel és de temporada (a Sibèria per exemple) o quotidià a l'alta muntanya.

### Erosió química
La descomposició química de les muntanyes dona lloc a relleus desgastats com el massís central francès o els Apalatxes dels Estats Units.
- La dissolució és el principal procés, en particular de roques calcàries per la pluja que forma el karst.

Al contrari que les roques silícies, les calcàries són particularment vulnerables a la disssolució. També altres roques i minerals són solubles:
- - menys de 0,05 grams per litre de quars
  - 1 gram per litre per als carbonats
  - 2,4 grams per litre de guix
  - 2,5 grams pels sulfats
  - 300 grams per litre de sal gemma
- L'alteració química comprèn: hidratació, oxidació, oxido-reducció, hidròlisi.
- En la zona intertropical, l'alteració de les roques feldespatíques per lixiviació permet la formació de laterita, amb hidròxid d'alumini i ferro formant capes superficials molt dures.
- La hidròlisi és el procés de ruptura dels enllaços químics dels minerals, dona origen a òxids com la limonita, o argiles i amb el temps acaba formant un sòl.

### Erosió dels sòls agrícoles

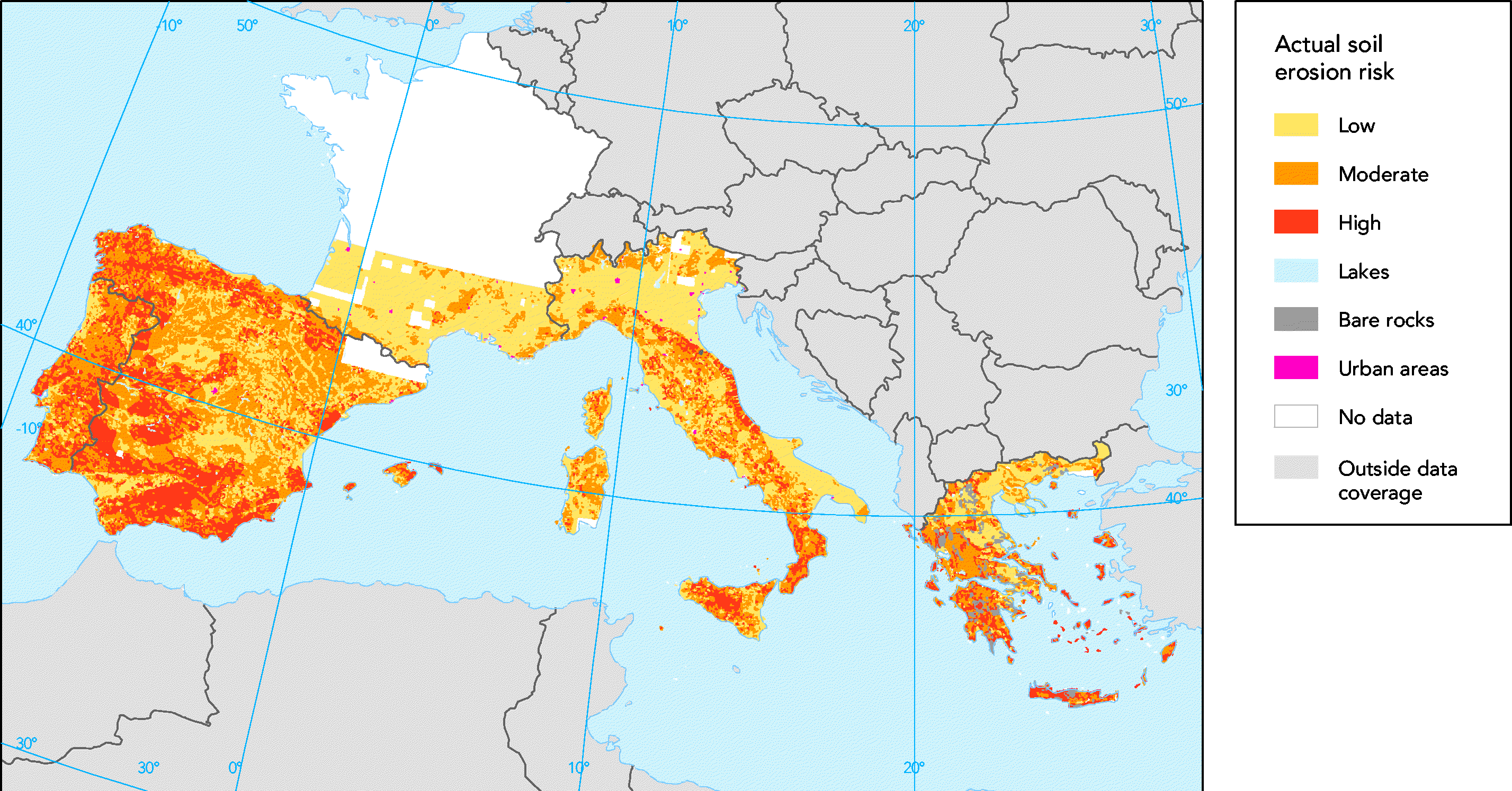
Risc d'erosió als sòls (Europa mediterrània)

L'erosió dels sòls agrícoles és provocada pel sobrepasturatge, les llaurades a favor del pendent, la pèrdua de matèria orgànica dels sòls. Els conreus en pendents excessius, la monocultura, el deixar la terra nua a l'hivern, els herbicides que deixen el sòl sense protecció, la supressió de tanques vegetals, el pas repetit de maquinària pesant, etc.
Les activitats humanes com l'agricultura eliminen la capa protectora de vegetació i produeix una erosió més accelerada. Als canvis de vegetació (com el pas de vegetació nativa als cultius) produeixen un augment de l'erosió produint que el sòl perdi els seus nutrients i sigui infèrtil.
Encara que l'erosió és un procés natural, les activitats humanes han augmentat entre 10 i 40 vegades el ritme al qual es produeix l'erosió del sòl a tot el món. En llocs agrícoles dels Montes Apalaches, les pràctiques agrícoles intensives han causat una erosió fins a 100 vegades superior a la taxa natural d'erosió de la regió. L'erosió excessiva (o accelerada) causa problemes tant “in situ” com “ex situ”. Els impactes in situ inclouen disminucions en la productivitat agrícola i, en paisatges naturals, col·lapse ecològic, ambdós a causa de la pèrdua de l'horitzó del sòl superior ric. en nutrients. En alguns casos, això condueix a la desertificació. Els efectes externs inclouen sedimentació de vies navegables i eutrofització de masses d'aigua, així com danys relacionats amb els sediments a carreteres i cases. L'erosió hídrica i eòlica són les dues causes principals de la degradació de la terra; combinades, són responsables del voltant del 84% de l'extensió global de terra degradada, fet que converteix l'erosió excessiva en un dels problemes mediambientals més significatius a tot el món.:2:1

## Efectes negatius de l'erosió

### Desertització

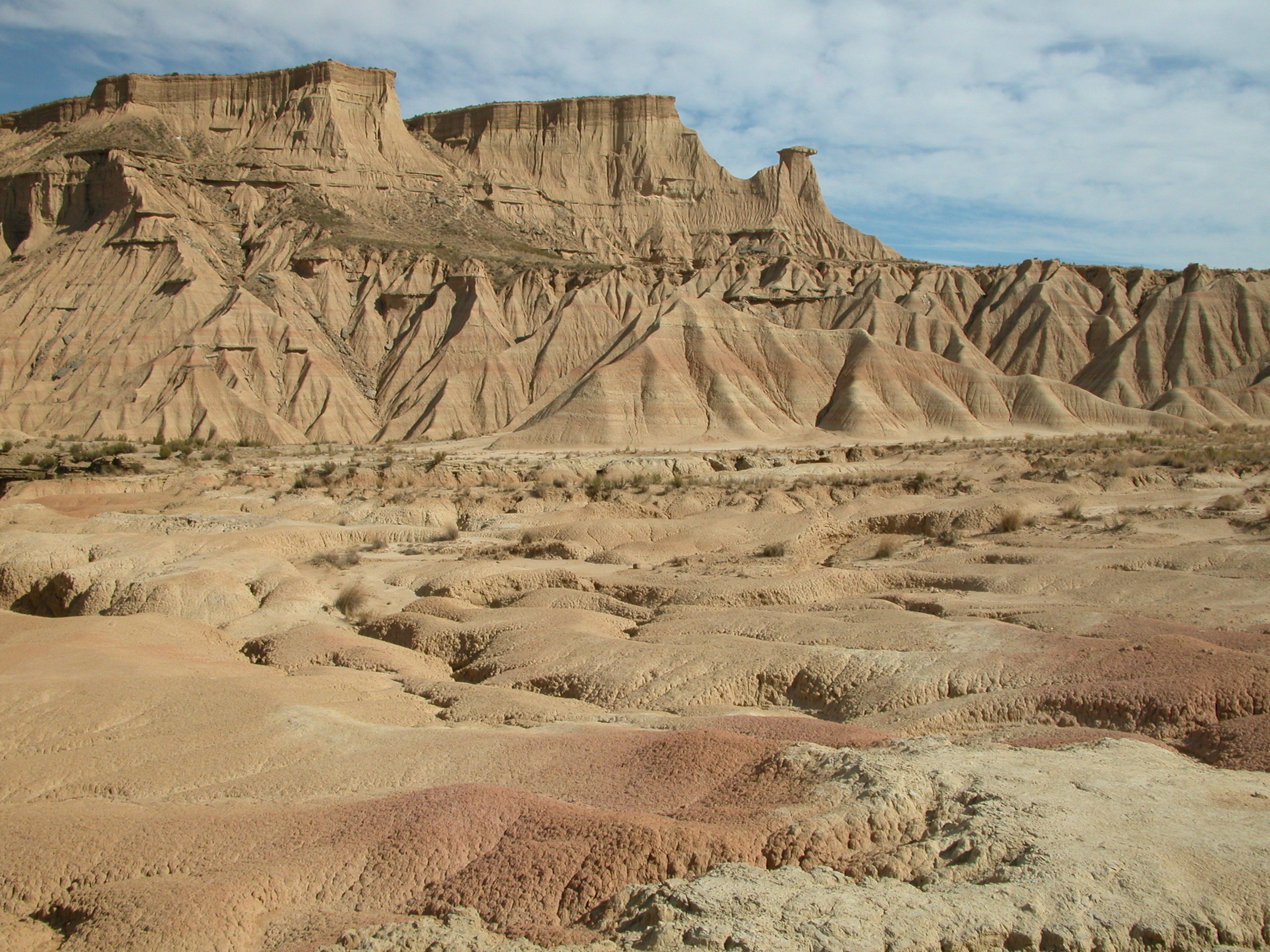
Carcaves: formes d'erosió a les Bardenas Reales (Navarra).

Per desertificació, aridització o desertització s'entén el procés pel qual un territori que no posseeix les condicions climàtiques dels deserts, principalment una zona àrida, semiàrida o subhumida seca, acaba adquirint-ne les característiques. Això passa com a resultat de la destrucció de la coberta vegetal, de l'erosió del sòl i de la manca d'aigua.
Segons dades del Programa de les Nacions Unides per al Medi Ambient (PNUMA), el 35% de la superfície dels continents es pot considerar com a àrees desèrtiques.
Dins d'aquests territoris sobreviuen milions de persones en condicions de persistent sequera i escassetat d'aliments. L'expansió d'aquests deserts és deguda a causes humanes. Quan el procés és sense intervenció humana, és a dir, per causes naturals, es tracta de la desertització.
Aproximadament el 40% dels camps agrícoles del món estan seriosament degradats. Segons l'ONU, una àrea de sòl fèrtil de la grandària d'Ucraïna es perd cada any a causa de la sequera, la desforestació i el canvi climàtic. A Àfrica, si es continua amb la degradació del sòl que porta actualment, el continent podria ser capaç d'alimentar només el 20% de la seva població el 1999.

## Erosió del sòl i canvi climàtic
S'espera que amb la pujada global de temperatures l'erosió s'incrementi, ja que el cicle hidrològic sigui més vigorós amb episodis de pluges extremes. S'espera que a gran part del món la pluviometria anual augmenti (no pas en zones subtropicals o de clima mediterrani). El poder erosiu de l'aigua augmentarà i s'haurien de prendre mesures urgents per a conservar el sòl. Per exemple en el cas de la tundra la fusió de gran part del permagel convertirà aquest tipus de sòls en erosionables i actualment no ho són pas. Segons els estudis efectuats per Pruski i Nearing es pot esperar un 1,7% de canvi en erosió del sòl per cada 1% d'augment en la precipitació total sota el canvi climàtic.